# More Than a Woman (canção de Aaliyah)
"More Than a Woman" é uma canção da cantora norte-americana Aaliyah, presente em seu terceiro e último álbum de estúdio homônimo (2001). Foi escrita por Static Major e Timbaland, com este último sendo o produtor. Lançada como segundo single do álbum, Aaliyah começou a promovê-la com apresentações televisionadas no Live with Regis and Kelly e no The Tonight Show with Jay Leno em julho de 2001. Na França, foi lançada como single duplo com "I Refuse".
Após o falecimento de Aaliyah em um acidente de avião em 25 de agosto, os executivos da Blackground Records inicialmente não tinham certeza de quando lançariam o single físico da canção e o seu videoclipe. Musicalmente, é uma canção pop, electro, hip-hop, funk e R&B, enquanto seu instrumental apresenta cordas digitais, baixo sintético e sons de guitarra. Liricamente, a narradora faz promessas de ser tudo e mais para seu interesse amoroso.
Após seu lançamento, recebeu avaliações geralmente favoráveis dos críticos musicais, com muitos elogiando a performance vocal de Aaliyah e a produção da canção. Em 2003, "More Than a Woman" foi indicada ao prêmio de Melhor Performance Vocal Feminino de R&B no 45º Grammy Awards. Nos Estados Unidos, obteve sucesso moderado, alcançando a 25ª colocação da Billboard Hot 100. Internacionalmente, a canção teve desempenho ainda melhor, entrando no top 20 na Irlanda e na Escócia. Também alcançou o topo das tabelas da Croácia e do Reino Unido, onde Aaliyah tornou-se a primeira artista feminina a liderar postumamente a tabela de singles do país.
O videoclipe de "More Than a Woman" foi dirigido por Dave Meyers no início de agosto de 2001. É um vídeo futurista com coreografias que acontecem dentro de um motor de motocicleta. Após seu lançamento, o clipe recebeu elogios da indústria musical, ganhando o prêmio de Melhor Videoclipe no MOBO Awards de 2002. Ao longo dos anos, a maioria dos críticos elogiou o clipe por seu tema, moda e coreografia.

## Antecedentes e produção
"More Than a Woman" foi escrita por Stephen "Static Major" Garrett e Timothy "Timbaland" Mosley e produzida por este último. Foi concebida durante as gravações para o terceiro álbum de estúdio de Aaliyah e inicialmente feita por Static que estava produzindo "More Than a Woman" quando no dia seguinte ele gravou a primeira versão da música. Em seguida, Static continuou voltando e ouvindo a música dizendo "Eu posso fazer algo maior e melhor com ela". No dia seguinte, ele reescreveu a música inteira. Aaliyah não estava presente no estúdio no momento em que Static fez a primeira versão, então ela nunca ouviu tal versão.
Tendo investido na performance comercial de Aaliyah, Blackground Records e Virgin Records queriam um single com uma posição elevada nas paradas para ajudar a aumentar as vendas do álbum. Seu primeiro single "We Need a Resolution" foi lançado em 13 de Abril, mas teve um desempenho moderado nas rádios e alcançou a posição cinquenta e nove na Billboard Hot 100. Em Agosto, Aaliyah gravou um videoclipe para "More Than a Woman" em Los Angeles e depois viajou para as Bahamas para gravar um videoclipe para "Rock the Boat". Mas após sua conclusão, ela e vários membros da tripulação que estavam voltando para os Estados Unidos morreram em um acidente de avião em 25 de Agosto. Os executivos da Blackground não tinham certeza de quando lançariam o próximo single e vídeo do álbum.

## Composição e interpretação lírica
"More Than a Woman" contém um sample da canção árabe "Alouli Ansa" da cantora síria Mayada El Hennawy. A jornalista Lauren Nostro, da Complex, disse que "More Than a Woman" mistura "pop, eletrônica e uma sensação hip-hop hip-hop hipnotizante, o que permitiu que os vocais delicados de Aaliyah tomassem os holofotes". Daryl Easlea, da BBC UK, sentiu que Aaliyah "canta com fôlego e economicamente" sobre o pano de fundo eletrônico opressor de "More Than a Woman" e uma corda de sintetizadores sujos e silenciosos". James Poletti, do Dotmusic, sentiu que "'More Than A Woman' preenche você, seus encantos gradualmente se revelando através da entrega discreta de Aaliyah". A jornalista Emily Manning, da revista I-D, elogiou "More Than a Woman" por "sua mistura ousada de influências pop e eletrônicas". Em uma revisão retrospectiva Natelegé Whaley, da revista Mic, sentiu que em "More Than a Woman" Aaliyah "tem tudo o que seu homem está procurando, silenciando sua necessidade de olhar mais além".

## Recepção da crítica
James Poletti do Dotmusic deu à canção uma crítica mista; ele elogiou a produção da canção, dizendo que foi uma das melhores produções de Timbaland, mas ele sentiu que "More Than a Woman" era uma canção inferior em comparação com os singles lançados anteriormente por Aaliyah. No geral, ele sentiu que a música fazia jus ao legado de Aaliyah e que "nos lembra que Aaliyah era uma artista soul verdadeiramente contemporânea e fará muita falta". Em uma revisão do álbum homônimo de Aaliyah, Luke McManus da publicação irlandesa RTE comparou "More Than a Woman" ao trabalho da dupla francesa de música eletrônica Daft Punk e elogiou sua voz na música também. Ao revisar Aaliyah, a publicação britânica NME descreveu "More Than a Woman" como sendo "grandiosa".
Brad Cawn do Chicago Tribune sentiu que Aaliyah tinha amadurecido o conteúdo e ele descreveu a música como sendo uma "virada de mid-tempo". Sal Cinquemani da Slant Magazine sentiu que a música seria o tema perfeito para um desenho animado. Cinquemani declarou: "Se a atriz emergente fosse convidada para interpretar um super-herói de desenho animado, a pesada de sintetizadores "More Than a Woman", com sua capacitação milenar e vocais sensíveis, seria a música tema perfeita para a megera fictícia". Joshua Clover, da Spin, elogiou a música, dizendo: “'More Than a Woman' não é a música dos Bee Gees, mas empurra a melodia nervosa até que, finalmente, encontra você na porta (ou é a pista de dança ou o quarto? )". Quentin B. Huff do PopMatters elogiou a produção da música dizendo, "Os solavancos e solavancos da produção, contrastando um groove suave com os picos e quedas de seus loops e cadências". Ele também sentiu que "Aaliyah consegue cantarolar este touro mecânico de uma batida, e as letras são apropriadamente concisas e frugais, como se ela só precisasse de algumas frases-chave para lembrá-la de que ela é de fato" mais do que o suficiente para você".

## Prêmios
| Ano  | Prêmio               | Categoria                                | Resultado | Ref.   |
| ---- | -------------------- | ---------------------------------------- | --------- | ------ |
| 2002 | Teen Choice Award    | Choice Music - Canção R&B/Hip-Hop        | Indicado  | [ 16 ] |
| 2002 | Pakistan Music Award | Melhor Clipe de Dança Feminino           | Indicado  | [ 17 ] |
| 2002 | MOBO Award           | Melhor Clipe                             | Venceu    | [ 18 ] |
| 2003 | Grammy Award         | Melhor Performance Vocal Feminina de R&B | Indicado  | [ 19 ] |

## Desempenho comercial
Nos Estados Unidos, "More Than a Woman" entrou na parada Billboard Hot 100 na 71ª posição em 2 de fevereiro de 2002. A canção eventualmente obteve o pico na 25ª posição em sua nona semana na parada. A faixa permaneceu na parada por um total de vinte e quatro semanas. Também alcançou o pico de número 11 na parada Dance Club Songs, enquanto atingiu a 7ª da Hot R&B/Hip-Hop Songs. Em 15 de junho de 2002, "More Than a Woman" alcançou o número 19 da parada Mainstream Top 40. Enquanto isso, a canção atingiu a 12ª posição da parada rítmica. No final do ano, "More Than a Woman" foi classifica na posição de número cinquenta e oito na parada de final de ano de 2002 da Billboard.
Na Europa, a canção atingiu a 12ª posição da parada European Hot 100 Singles em 26 de janeiro de 2002. Na Bélgica, "More Than a Woman" alcançou a 10ª posição na Ultratop 50 Flanders e a 31ª colocação na Ultratop 50 Wallonia. Na França, a canção foi lançada como single duplo com "I Refuse" aonde alcançou a 25ª posição. Enquanto isso, na Alemanha a canção atingiu a 34ª posição e na Irlanda a 13ª. Nos Países Baixos a canção alcançou a 38ª posição em 10 de novembro de 2001. Na Escócia, a canção atingiu a 10ª posição em 13 de janeiro de 2002. Na Suíça, a canção teve o pico na 26ª posição em 20 de janeiro de 2002.
No Reino Unido, "More Than a Woman" entrou e alcançou a primeira posição no UK Singles Chart em 13 de janeiro de 2002, vendendo 32.081 cópias naquela semana. Foi a primeira vez que um lançamento póstumo substituiu outro lançamento póstumo na Grã-Bretanha quando a música foi substituída por "My Sweet Lord" de George Harrison, e também foi a primeira vez que uma mulher teve um single póstumo número um naquele país. De acordo com a Official Charts Company, "More Than a Woman" é o segundo single mais vendido de Aaliyah no Reino Unido, atrás apenas de "Try Again". Na região da Oceania, a canção atingiu o pico entre as 40 primeiras posições, no número 37 em 10 de março de 2002, na Austrália.

## Clipe

### Antecedentes
O videoclipe de "More Than a Woman" foi dirigido por Dave Meyers em Los Angeles, Califórnia, em Agosto de 2001, antes das filmagens de "Rock the Boat". Meyers foi escolhido como o diretor do videoclipe quando Aaliyah o conheceu por meio de Damon Dash. De acordo com Meyers, “Ela estava com Damon Dash, o namorado dela, eu acho, ou pelo menos eles eram amigáveis. Damon estava me contratando para muitos vídeos de Jay Z, não me lembro exatamente. Só me lembro de Damon me dizendo que é melhor fazer a namorada dele ficar bonita (risos)". Depois de se conhecerem, Meyers teve a oportunidade de conhecer o lado artístico de Aaliyah. Quando surgiu com os possíveis conceitos para o vídeo, Aaliyah arrancou pedaços das revistas e os compartilhou com Meyers. Meyers então se inspirou nos pedaços das revistas e criou o conceito de vídeo que incluía Aaliyah dentro de uma motocicleta. Myers explicou "Fiquei realmente impressionado com o quão equilibrada ela era em todo o seu negócio e realmente tinha um ótimo entendimento de todos os lados da equação artística. Ela estava arrancando partes de revistas e compartilhando-as comigo, era um pouco mais de como ela queria se apresentar e eu construí o mundo ao seu redor com a motocicleta e as luzes e a dança". O orçamento para o vídeo "More than a woman" era muito caro, o que deixou Myers nervoso. De acordo com Myers, ele estava nervoso porque "ele queria que tudo saísse como planejado, incluindo o show de luzes para o vídeo". Aaliyah, que teve o orçamento aprovado para o vídeo, também queria se certificar de que o show de luzes fosse incluído no vídeo. Myers se lembra de Aaliyah dizendo "Não, eu quero fazer isso direito" ao falar sobre o orçamento para o vídeo.

### Tema
O tema do vídeo foi debatido em uma "pequena" mesa redonda e algumas ideias que foram esboçadas durante a mesa incluíam o show de luzes e o tema da motocicleta. Myers afirmou: "Eu estava muito animado com o vídeo, então eu meio que fiz uma pequena mesa redonda. O show de luzes era algo que eu queria fazer desde “Are You Gonna Go My Way” do Lenny Kravitz, e então o tema da motocicleta eu acho que um dos caras mais jovens tinha inicialmente jogado fora e eu achei incrível". O tema da motocicleta foi retirado da ″mania da motocicleta″ daquela época; que foi fortemente proeminente com a gravadora/equipe de hip hop The Ruff Ryders.] O tema do vídeo incluía muitos aspectos metafóricos, especialmente dentro da motocicleta. Um exemplo de aspectos metafóricos apresentados no vídeo são as rotinas de dança. A energia das rotinas de dança está abastecendo a motocicleta ao longo do vídeo.

### Recepção
O clipe de "More Than a Woman" teve sua estreia nos canais BET, MTV e VH1 durante a semana de 14 de janeiro de 2002. No mês seguinte, durante a semana de 3 de fevereiro de 2002, o clipe foi o segundo vídeo mais reproduzido no canal BET. Enquanto isso, na semana de 24 de fevereiro de 2002, o clipe foi o 26º sexto mais tocado na MTV. Quentin B. Huff, do PopMatters, comparou o vídeo ao trabalho de Michael Jackson e Janet Jackson, dizendo: "A dança de Aaliyah em seus vídeos provavelmente se deve aos vídeos dos trabalhos solos de Michael e Janet Jackson. Sem dúvida, isso é verdade para muitos artistas. Na verdade, o vídeo "More Than a Woman" traz à mente o vídeo "Scream" de Michael e Janet, bem como o vídeo de Janet para "Rhythm Nation". Ele também elogiou sua dança no vídeo, pois sentiu que ela dançava "sem esforço".

## Legado
Em 2017, a produtora de Londres Kelly Lee Owens fez um cover de "More Than a Woman", ela tem duas versões do cover em que uma delas é um remix. Owens divulgou uma declaração sobre os covers dizendo:" Meu amor e respeito por Aaliyah como artista/vocalista e Timbaland como produtor aumentaram dez vezes conforme eu separava a faixa e entendia como tudo era complexo e em camadas. Também em 2017, a cantora de R&B Kehlani interpolou "More Than a Woman" em sua canção "Too Much" do álbum de estreia SweetSexySavage (2017). Em 2018, o rapper Drake interpolou o verso de abertura de "More Than a Woman" em sua canção "Is There More", presente no álbum Scorpion. Em dezembro de 2021, o rapper Lil Nas X interpolou "More Than a Woman" durante sua performance de "Montero (Call Me By Your Name)" no Jingle Ball da iHeart Radio.

## Formatos e lista de faixas

#### CD single internacional[45]
1. "More Than a Woman" (versão do álbum) – 3:50
2. "More Than a Woman" (Bump n' Flex Club Mix) – 5:31
3. "More Than a Woman" (Masters at Work Main Mix) – 8:50
4. "More Than a Woman" (videoclipe)

#### CD single europeu[46]
1. "More Than a Woman" (versão do álbum) – 3:50
2. "More Than a Woman" (Bump N' Flex Club Mix) – 5:30
3. "One in a Million" – 4:31
4. "More Than a Woman" (videclipe)

#### CD single australiano[47]
1. "More Than a Woman" (radio edit) – 3:08
2. "Rock the Boat" (versão do álbum) – 4:34
3. "More Than a Woman" (Bump N' Flex Club Mix) – 5:31
4. "More Than a Woman" (Masters at Work Main Mix) – 8:50

## Tabelas musicais

### Tabelas semanais
| Tabelas musicais (2001-2002)                               | Melhor posição |
| ---------------------------------------------------------- | -------------- |
| Alemanha (Official German Charts)                          | 34             |
| Austrália (ARIA)                                           | 37             |
| Austrália - Urban (ARIA) · Com "Rock the Boat"             | 10             |
| Áustria (Ö3 Austria Top 40)                                | 65             |
| Bélgica - Ultratop 50 Flanders                             | 10             |
| Bélgica - Ultratop 50 Wallonia                             | 31             |
| Croácia (HRT)                                              | 1              |
| Escócia (OCC)                                              | 10             |
| Estados Unidos - Billboard Hot 100                         | 25             |
| Estados Unidos - Dance Club Songs (Billboard)              | 11             |
| Estados Unidos - Pop Airplay (Billboard)                   | 19             |
| Estados Unidos - R&B/Hip-Hop Airplay (Billboard)           | 6              |
| Estados Unidos - Hot R&B/Hip-Hop Songs (Billboard)         | 7              |
| Estados Unidos - Radio Songs (Billboard)                   | 21             |
| Estados Unidos - Mainstream Top 40 (Billboard)             | 19             |
| Estados Unidos - US Rhythmic (Billboard)                   | 12             |
| França (SNEP) Com "I Refuse"                               | 25             |
| Irlanda (IRMA)                                             | 13             |
| Países Baixos - Dutch Top 40                               | 29             |
| Países Baixos - Single Top 100                             | 38             |
| Reino Unido - UK R&B (OCC)                                 | 1              |
| Reino Unido - UK Singles (OCC)                             | 1              |
| Suécia (Sverigetopplistan)                                 | 52             |
| Suíça (Schweizer Hitparade)                                | 16             |
| União Europeia - European Hot 100 Singles · Com "I Refuse" | 12             |
| União Europeia - European Radio Top 50                     | 44             |

| Tabelas musicais (2021)                                     | Melhor posição |
| ----------------------------------------------------------- | -------------- |
| Estados Unidos - R&B Digital Song Sales (Billboard)         | 5              |
| Estados Unidos - R&B/Hip-Hop Digital Song Sales (Billboard) | 10             |
| Estados Unidos - Digital Song Sales (Billboard)             | 15             |

### Tabelas de fim de ano
| Tabelas musicais (2001-2002)                       | Melhor posição |
| -------------------------------------------------- | -------------- |
| Países Baixos - Dutch Top 40                       | 198            |
| Reino Unido - UK Singles (OCC)                     | 86             |
| Estados Unidos - Billboard Hot 100                 | 58             |
| Estados Unidos - Hot R&B/Hip-Hop Songs (Billboard) | 33             |
| Estados Unidos - Mainstream Top 40 (Billboard)     | 86             |
| Estados Unidos - US Rhythimc (Billboard)           | 40             |

## Certificações
| Região                                                        | Certificado | Unidades certificadas/vendas |
| ------------------------------------------------------------- | ----------- | ---------------------------- |
| Reino Unido (BPI)                                             | Prata       | 200,000^                     |
| ^Dados de vendas + streaming baseados apenas na certificação. |             |                              |